# 东北线 (新加坡地铁)
東北線（英語：North East Line，縮寫NEL）是新加坡地鐵的一條地鐵路線，由新捷運營運，起於新加坡南部港灣站，途經牛車水、小印度、實龍崗和後港，終於東北部的榜鵝海湾站，全長20公里，共設17座車站，在路線圖上以紫色顯示。東北線是新加坡第一條全自動地下鐵路線。
東北線是新加坡第三條地鐵線，於1980年代和1990年代出現。東北線計劃減輕東北市郊道路的交通堵塞。車站和走線於1996年確認。東北線耗資50億新元，於2003年6月20日通車，除了兩座車站萬國站於2006年1月15日啟用和兀里站於2011年6月20日啟用。而通往榜鵝海岸站的一站延長線則在2024年12月10日開通。
由於東北線是無人駕駛，故此採用移動閉塞阿爾斯通 Urbalis 300 CBTC信號系統。東北線由兩款阿爾斯通列車營運，分別是C751A以及C751C，並由高架電纜提供動力。東北線同時啟動了交通藝術計劃，17座車站一共設有19處藝術品。

## 歷史

### 概念與規劃

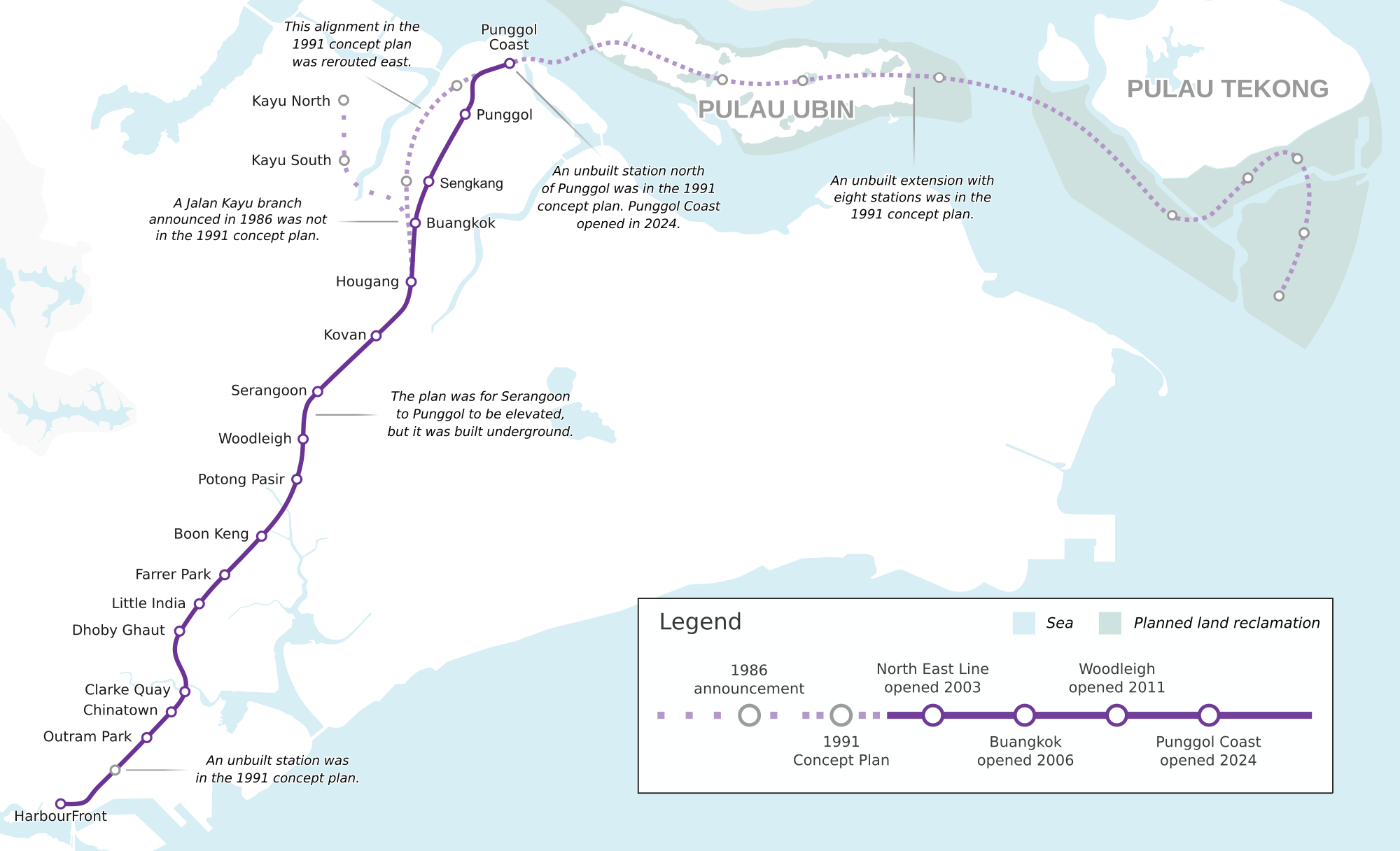
東北線規劃圖

新加坡地鐵公司於1984年9月首次提出建設新的地鐵線服務榜鵝及惹蘭加由等東北地區。在初步研究時，通訊及新聞部已經有了結論，道路系統將不足以應付21世紀興建的組屋的交通需求。為了減輕對其他發展的影響，新地鐵線的規劃將提前發展以確保土地可預留作路線工程之用。12月，由合樂集團、Merz & McLellan以及倫敦交通國際組成的英國的諮詢團隊獲委任以研究新線可能的走線。
1986年3月，英國團隊草議了從歐南園至榜鵝的大約走線。新線將在多美歌站與現有地鐵系統轉乘，通過竹腳和後港，與實龍崗路和上實龍崗路兩條主要道路平行，同時提出了一條從後港至惹蘭加由的支線。在市區內部的路線將以地下化興建，在布萊德路則以高架化興建。新加坡地鐵公司在10月批准了計劃，並計劃路線將與碧山車廠連接，作為維修東北線列車的車廠。1991年2月，更有提議將路線進一步延長至烏敏島乃至德光島。延線預定將服務長遠計劃下在這些島嶼上的住宅和工業發展區。

### 延期實施
雖然新加坡政府在1989年1月在原則上批准了東北線，通訊部部長楊林豐稱該線的工程視乎東北地區的發展。兀蘭延長線花費13.5億新元並比43億新元的東北線更優先。楊林豐的繼任人馬寶山解釋，由於東北地區人口不足，與兀蘭延長線不同，興建東北線在財政上不現實。馬寶山於1992年時亦指出，兀蘭延伸線之所以能興建是因為與東北地區不同，兀蘭的發展早已確定。他又稱東北線將在東北地區住宅發展完成時興建。不過在東北地區的四位國會議員呼籲儘快興建東北線，稱東北地區的人口已經足夠。他們也指地鐵線將解決該區的交通堵塞問題。
通訊部於1995年進行東北線的可行性研究後稱，若立刻進行東北線的工程，預定將在2002年完工。然而地鐵路線將花費50億新元，並在前四年以虧損2.5億新元下營運，每日乘客量也只有24萬人次。不過，通訊部仍然向內閣建議東北線繼續興建，稱有更廣的好處，包括減少乘車時間和減少新加坡人對汽車的依賴。
由於興建地鐵費用高昂和預計虧損，馬寶山在10月與基層領導人見面時指出，居民要有心理準備將要在東北線付出較高的票價以彌補起初的虧損。各領導意見不一，部份人認為這對居民不公平，另一些人則有信心居民將願意為了生活質量付出更多。當時亦有提出將全路網進行加價，但馬寶山稱將難以實行。在見面期間，馬寶山再次向基層領導人保證東北線工程將繼續推進，他也會建議政府興建地鐵線。
1996年1月2日出版了1996白皮書，提出東北線將會提早興建以減輕東北走廊的堵塞，同時會加強快速巴士的服務。1月19日，白皮書的討論期間，政府宣佈已決定立刻興建東北線，並獲得國會議員的掌聲。

### 工程與通車
| 日期           | 項目       | 描述                       |
| -------------- | ---------- | -------------------------- |
| 2003年6月20日  | 東北線     | 港灣 – 榜鵝（14座車站）    |
| 2006年1月15日  | 東北線     | 萬國站啟用                 |
| 2011年6月20日  | 東北線     | 兀里站啟用                 |
| 2024年12月10日 | 東北線延伸 | 榜鵝 – 榜鵝海岸（1座車站） |

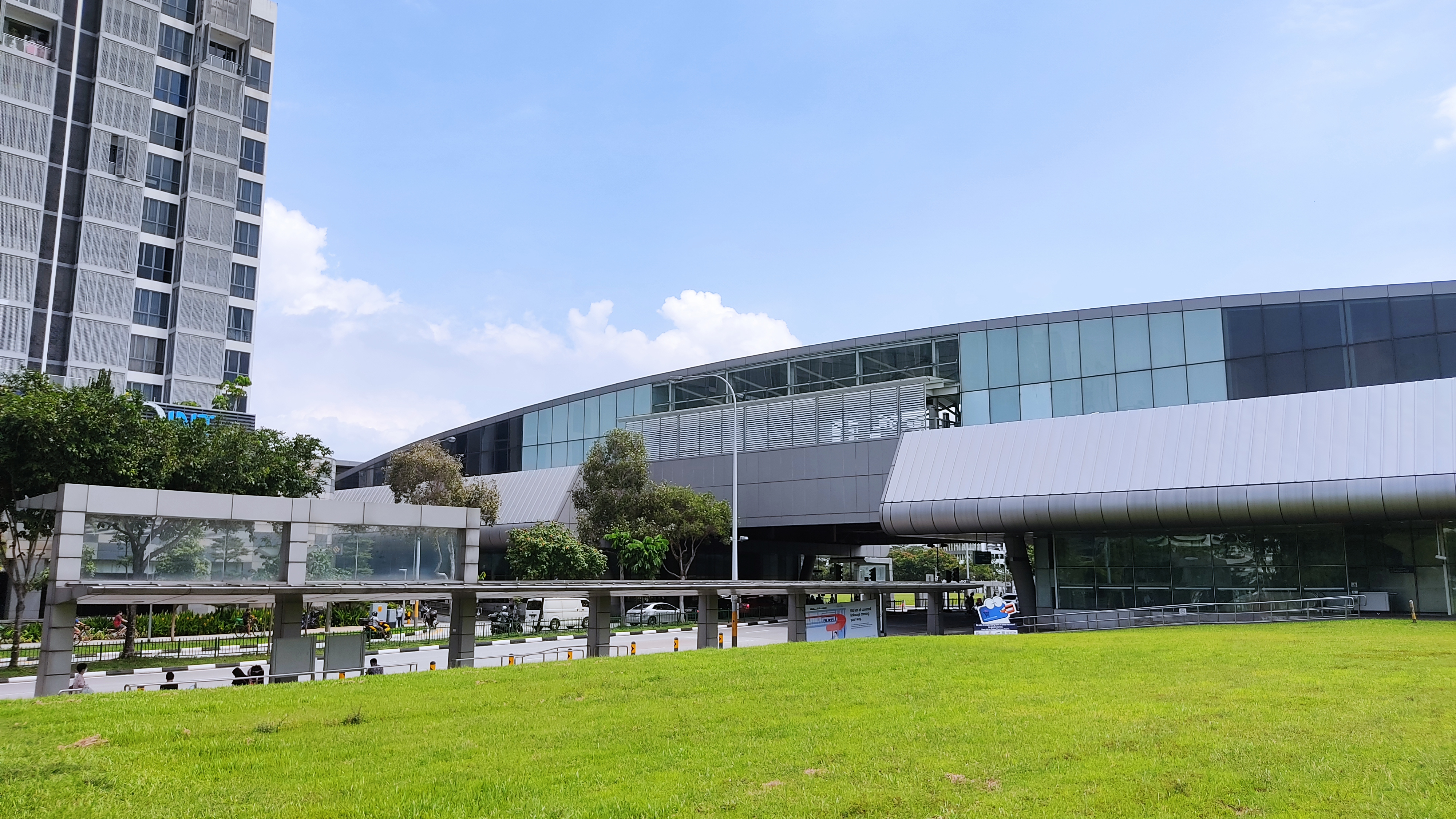
榜鵝站的工程預先開工以服務該區新發展

16座東北線車站和位置於1996年3月4日公佈。多數的居民和政治人物都歡迎新線，地鐵預定可減輕交通堵塞、加強東北地區的交通連接和刺激車站附近的發展。政府一共批出13份鋪設軌道、興建車站、盛港車廠以及相關隧道合共28億新元的土木工程合約，以及與機電相關合共10億新元的另外16份合約。
為了興建新地鐵線，一共收回20公頃的私有土地，另有43公頃的政府土地則被歸還國家。部份組屋、私人樓房和前店後居的樓房需要收回導致不少受影響居民不滿，被要求搬遷的他們在7月要求更多時間物色新居所。工程於1997年11月25日在花拉公園站的破土儀式後開工。1999年5月20日，新捷運（當時是新加坡巴士服務有限公司）獲指定營運盛港輕軌和榜鵝輕軌系統。該區的巴士路線由八達巴士（後來的SMRT巴士）轉移至該公司，自此新捷運便在東北地區同時控制巴士和鐵路，達成政府所期待的跨交通模式整合。
地鐵工程挑戰包括將余東旋運河改道進管，方便興建牛車水站，以及挖掘克拉碼頭至多美歌之間的隧道下穿新加坡河時需要避免洪水湧入。在歐南園站，為減少對東西線隧道的影響，東西線隧道下方鋪設了塞滿水泥的鋼管拱頂。克拉碼頭至多美歌的隧道挖掘期間為了移除硬石使用炸藥，為此更以高壓噴漿鞏固南北線的隧道。多數沿線道路都為了方便地鐵工程而需要臨時改道。
16座車站公佈之時，波東巴西站（當時稱信立站）、兀里站和榜鵝站因車站附近沒有發展，故此並沒有跟隨其他車站一同興建。榜鵝站的工期為了服務榜鵝21的發展而提早。不過決定不興建和開放信立站遭到政治爭議，反對黨議員詹時中與部份居民聲稱車站只會在人民行動黨確保了選區穩固才會開放。2002年重新進行乘客量研究後，政府決定將該站與其他東北線車站一同開放，以服務車站附近的發展。同時該站也獲得現在的命名。
東北線起初預計在2002年末完工，並有大量新捷運員工進行列車維修與其他對於全自動系統的各種技術範疇訓練。然而，陸路交通管理局於2002年9月稱東北線將推遲至2003年4月開放，以容許足夠時間在該線上進行測試。地鐵系統於12月16日交由新捷運接管，由營運者負責進行進一步測試。由於信號系統的小問題，東北線進一步推遲至6月，測試一度交回陸路交通管理局進行。由於需要負擔維修和人力的費用，新捷運要求政府就延誤進行賠償。
除了兩座車站（萬國和兀里）以外，東北線全線於2003年6月20日通車營運。首日約有14萬人次乘坐東北線。不少新線乘客留下舒適和快速的印象。不過通車當日發生兩宗意外，一列列車意外在文慶站和波東巴西站停車，需要手動駕駛回花拉公園。另一列列車因其感應器錯誤指一對門持續保持開啟而無法在多美歌站開出，最後該列車暫時回廠停運。東北線的正式通車儀式在8月28日舉行。
雖然東北線在通車期間遇上一些小問題，但仍獲得通勤者的好評，稱十分可靠和運作暢順。2003年7月，國際公共交通協會預視東北線將成為未來公共交通系統的模範，引領全世界其他的無人駕駛系統規劃。2004年6月，新捷運報告指出每6週才遇上一次15分鐘的延誤，遠少於每週兩次的預期。

### 開放預留車站

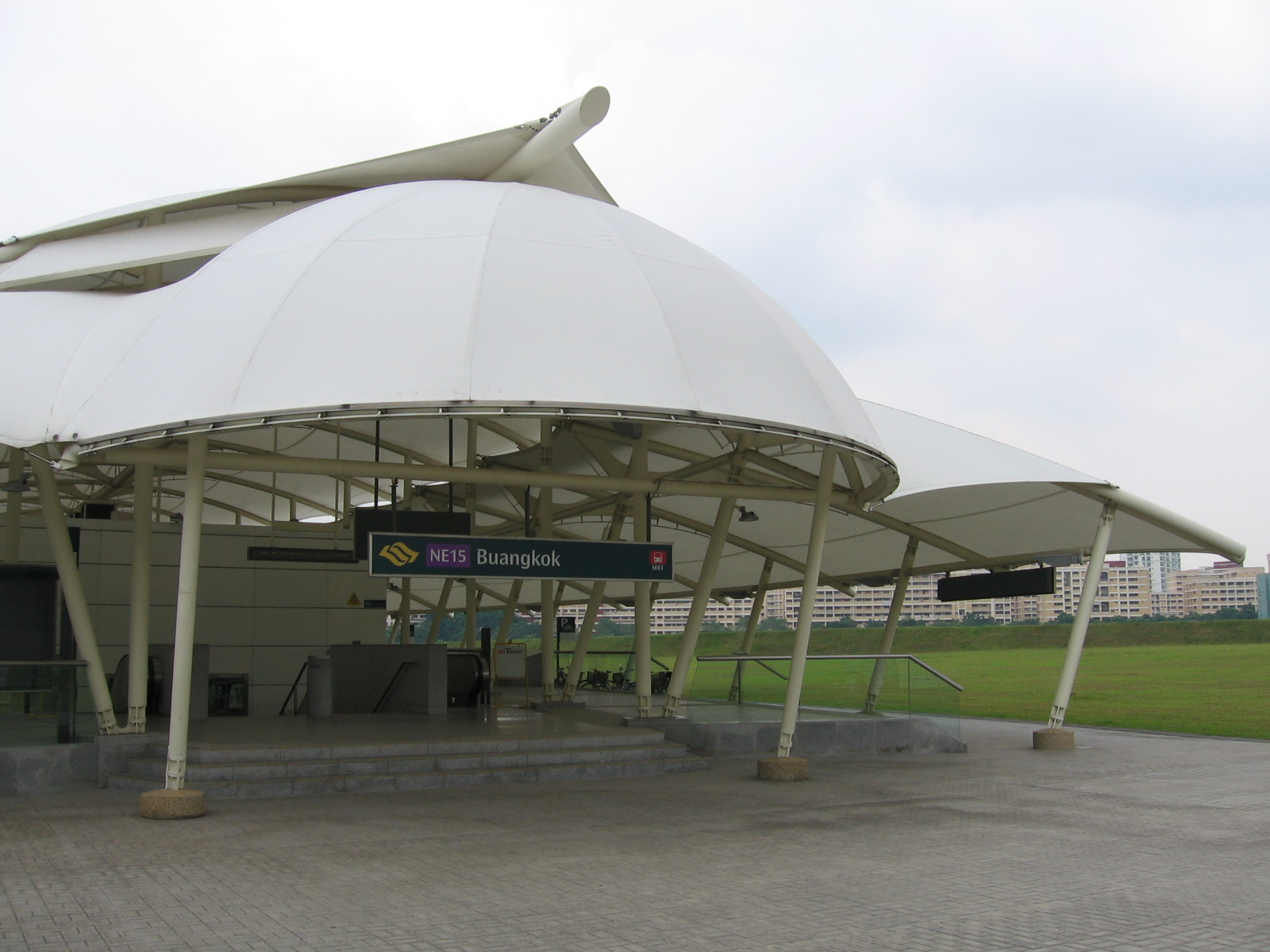
2006年8月萬國地鐵站開放後不久的入口

2003年6月17日，營運商新捷運宣佈兩個車站兀里站和萬國站將不會與其他東北線車站一同開放。由於車站附近缺乏發展，營運商稱關閉車站將可減少200萬至300萬的營運成本。當地居民對萬國站突然被宣佈繼續關閉感到非常失望，因為他們多次得到國會議員和基層領導人的保證車站將同步開放。
新加坡政府起初支持新捷運決定繼續保持車站關閉的決定，預計在2006年車站附近興建更多住宅才開放車站。後來一度進一步推遲至2008年以配合該區的房地產發展計劃。在公眾壓力和居民要求使用車站下，新捷運於2005年末宣佈萬國站將於2006年1月15日開放。
萬國站開放時大張旗鼓，舉辦了各種活動，包括一場為開幕典禮專門舉辦的慢跑。然而開放後車站仍然只有每日1,386人次乘搭，與預期的每日6,000人次差很遠。多數居民仍然前往鄰近的盛港和後港等車站，因為這些車站的便利設施更多。新捷運仍稱對乘客量不宜太早作結論，繼續保持車站開放以便服務未來鄰近地區的發展。
兀里站建於前比達達里公墓，預定在東北線全線開放後7至8年才開放。2011年1月，《海峽時報》報道稱自從2010年下半年，車站開放的準備一直在進行中，該報預計車站將在2011年中開放服務該區新發展。3月一次國會會議上，交通部長林雙吉確認兀里站將在2011年6月20日開放。開放日當天，部份乘客本來預定在鄰近的實龍崗站下車，但未有留意兀里站已經啟用而意外在兀里站下車。營運商安排了部份員工以協助感到困惑的乘客。其他好奇的乘客則下車觀察車站內部或嘗試在車站走其他路線。

### 東北線延伸

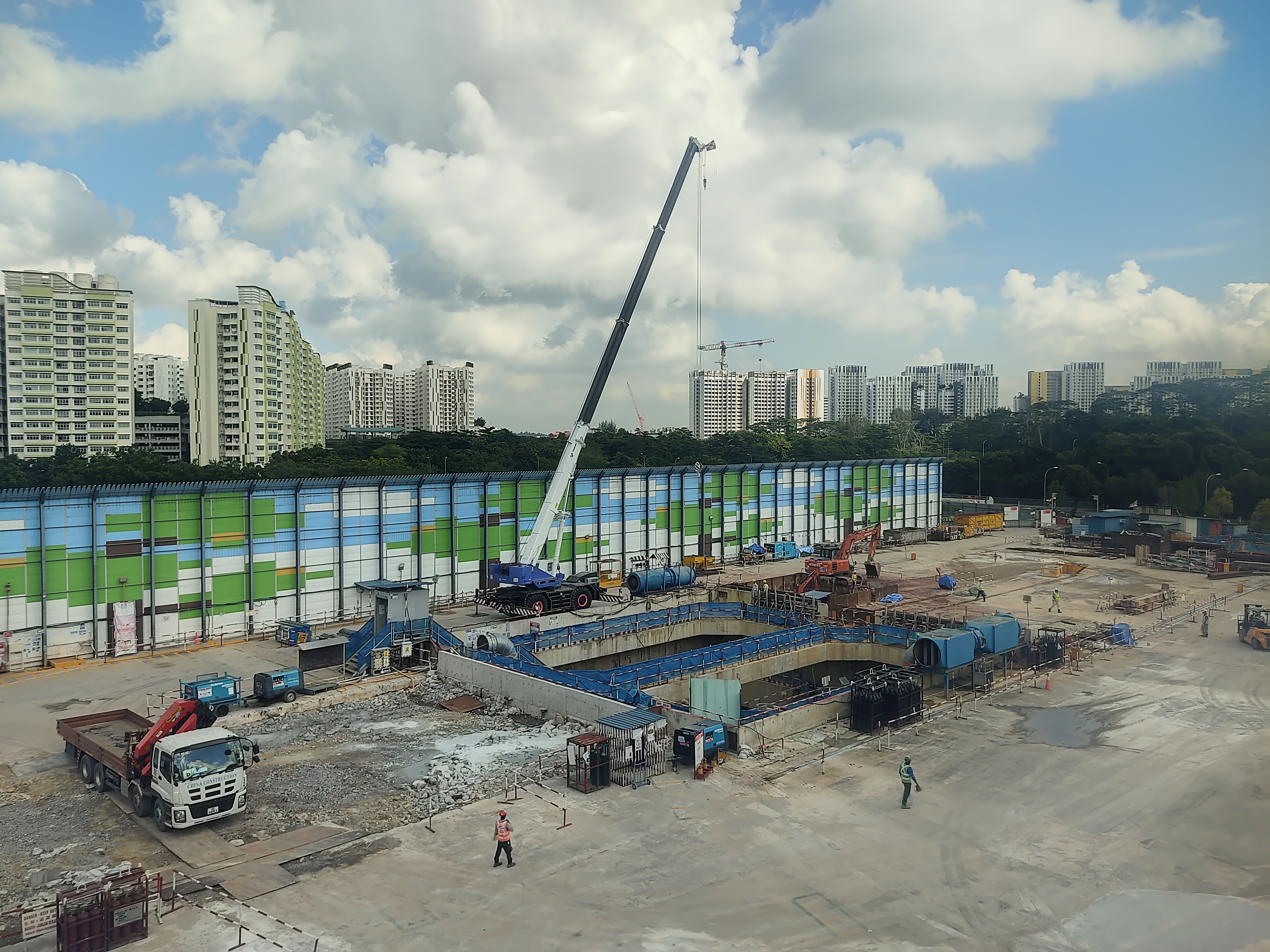
榜鵝海岸站隧道工程

2013年1月17日，時任交通部長呂德耀宣佈東北線延長一站以服務在榜鵝北的未來發展。起初預計在2030年才延長路線，但時任交通部第二部長黃志明於2017年6月7日宣佈全長1.6公里的延伸將加速至2023年以配合該區發展計劃。
延線的工程合約於12月批出，工程即時開工。雖然隧道工程於2020年11月13日已經完成，但交通部長王乙康宣佈榜鵝海岸站的工程將因新冠病毒疫情推遲至2024年開放。

## 车站列表
| 车站编号               | 车站名称 | 车站名称      | 车站名称  | 车站形式 | 營業距離（公里） | 營業距離（公里） | 车站接驳                                | 所在规划区 | 启用日期       | 施工期名称                  |
| 车站编号               | 中文     | 英文          | 泰米尔语  | 车站形式 | 站間             | 累計             | 车站接驳                                | 所在规划区 | 启用日期       | 施工期名称                  |
| ---------------------- | -------- | ------------- | --------- | -------- | ---------------- | ---------------- | --------------------------------------- | ---------- | -------------- | --------------------------- |
| 东北线 North-East Line |          |               |           |          |                  |                  |                                         |            |                |                             |
| NE1 CC29               | 港湾     | HarbourFront  | துறைமுகம்     | 地下     | 0.0              | 0.0              | 环线／新加坡缆车 圣淘沙捷运／公交转乘站 | 红山       | 2003年 6月20日 | 世贸中心 World Trade Centre |
| NE2                    | 预留车站 | 预留车站      | 预留车站  | 预留车站 | 预留车站         | 预留车站         | 预留车站                                | 预留车站   | 预留车站       | 预留车站                    |
| NE3 EW16 TE17          | 欧南园   | Outram Park   | ஊட்ரம் பார்க்  | 地下     | 2.6              | 2.6              | 东西线／汤东线                          | 欧南       | 2003年 6月20日 | 欧南园 Outram Park          |
| NE4 DT19               | 牛车水   | Chinatown     | சைனாடவுன்     | 地下     | 0.8              | 3.4              | 市区线                                  | 欧南       | 2003年 6月20日 | 珍珠坊 People's Park        |
| NE5                    | 克拉码头 | Clarke Quay   | கிளார்க் கீ    | 地下     | 0.6              | 4.0              |                                         | 新加坡河   | 2003年 6月20日 | 克拉码头 Clarke Quay        |
| NE6 NS24 CC1           | 多美歌   | Dhoby Ghaut   | டோபி காட்     | 地下     | 1.3              | 5.3              | 南北线／环线                            | 博物馆     | 2003年 6月20日 | 多美歌 Dhoby Ghaut          |
| NE7 DT12               | 小印度   | Little India  | லிட்டில் இந்தியா | 地下     | 1.0              | 6.3              | 市区线                                  | 梧槽       | 2003年 6月20日 | 竹脚 Kadang Kerbau          |
| NE8                    | 花拉公园 | Farrer Park   | ஃபேரர் பார்க்  | 地下     | 0.8              | 7.1              |                                         | 梧槽       | 2003年 6月20日 | 花拉公园 Farrer Park        |
| NE9                    | 文庆     | Boon Keng     | பூன் கெங்     | 地下     | 1.1              | 8.2              |                                         | 加冷       | 2003年 6月20日 | 文庆 Boon Keng              |
| NE10                   | 波东巴西 | Potong Pasir  | போத் தோங் பாசிர் | 地下     | 1.6              | 9.8              |                                         | 大巴窯     | 2003年 6月20日 | 信立 Sennett                |
| NE11                   | 兀里     | Woodleigh     | உட்லீ       | 地下     | 0.9              | 10.7             |                                         | 大巴窯     | 2011年 6月20日 | 兀里 Woodleigh              |
| NE12 CC13              | 实龙岗   | Serangoon     | சிராங்கூன்     | 地下     | 1.3              | 12.0             | 环线／公交转乘站                        | 实龙岗     | 2003年 6月20日 | 实龙岗 Serangoon            |
| NE13                   | 高文     | Kovan         | கோவன்       | 地下     | 1.7              | 13.7             |                                         | 后港       | 2003年 6月20日 | 高文 Kovan                  |
| NE14 CR8               | 后港     | Hougang       | ஹவ்காங்      | 地下     | 1.5              | 15.2             | 跨岛线／公交转乘站                      | 后港       | 2003年 6月20日 | 后港 Hougang                |
| NE15                   | 万国     | Buangkok      | புவாங்கோக்     | 地下     | 1.3              | 16.5             |                                         | 盛港       | 2006年 1月15日 | 万国 Buangkok               |
| NE16 STC               | 盛港     | Sengkang      | செங்காங்      | 地下     | 1.1              | 17.6             | 盛港轻轨／公交转乘站                    | 盛港       | 2003年 6月20日 | 盛港 Sengkang               |
| NE17 CP4 PTC           | 榜鹅     | Punggol       | பொங்கோல்      | 地下     | 1.6              | 19.2             | 跨岛线榜鹅支线／ 榜鹅轻轨／公交转乘站   | 榜鹅       | 2003年 6月20日 | 榜鹅 Punggol                |
| NE18                   | 榜鹅海岸 | Punggol Coast | பொங்கோல் கோஸ்ட்  |          |                  |                  |                                         | 榜鹅       | 2024年12月10日 | 榜鹅海岸 Punggol Coast      |